# Шептуховское сельское поселение
Шептуховское сельское поселение — муниципальное образование в Чертковском районе Ростовской области.
Административный центр поселения — село Шептуховка.

## География
Шептуховское сельское поселение расположено на юго-западе Чертковского района, занимает площадь 24598 га и граничит:
-	на севере – с Маньковским сельским поселением Чертковского района;
-	на востоке – с  Кутейниковским сельским поселением Чертковского района,
-	на юге – с Миллеровским районом Ростовской области;
-	на юго-западе – с Михайлово-Александровским сельским поселением Чертковского района,
-	на западе – с Луганской Народной Республикой.

## Административное устройство
В состав Шептуховского сельского поселения входят:
- село Шептуховка(1029чел.);
- хутор Лазарев;
- разъезд Маньковский;
- село Новоселовка(679чел.);
- хутор Ходаков.

## Население
| 2010  | 2012  | 2013  | 2014  | 2015  | 2016  | 2017  |
| ----- | ----- | ----- | ----- | ----- | ----- | ----- |
| 1859  | ↘1843 | ↘1827 | ↘1808 | ↘1783 | ↘1738 | ↘1702 |
| 2018  | 2019  | 2020  | 2021  |       |       |       |
| ↘1676 | ↘1641 | ↘1622 | ↘1599 |       |       |       |